# Avro Antelope
Avro 604 Antelope là một loại máy bay ném bom hạng nhẹ của Anh, được thiết kế chế tạo cuối thập niên 1920 theo yêu cầu của Không quân Hoàng gia, loại máy bay này phải canh jtranh với Hawker Hart và Fairey Fox II.

## Quốc gia sử dụng
Anh Quốc
- Không quân Hoàng gia

## Tính năng kỹ chiến thuật (Antelope)
Dữ liệu lấy từ Avro Aircraft since 1908 
Đặc điểm tổng quát
- Kíp lái: 2
- Chiều dài: 31 ft 2 in (9,50 m)
- Sải cánh: 36 ft 0 in (10,98 m)
- Chiều cao: 10 ft 9 in (3,28 m)
- Diện tích cánh: 377 ft² (35 m²)
- Trọng lượng rỗng: 2.859 lb (1.300 kg)
- Trọng lượng có tải: 4.538 lb (2.063 kg)
- Động cơ: 1 × Rolls-Royce F.XI.B kiểu động cơ piston V-12 làm mát bằng nước, 480 hp (358 kW)

 Hiệu suất bay 
- Vận tốc cực đại: 173 mph (150 kn, 279 km/h)
- Vận tốc hành trình: 145 mph (126 kn, 233 km/h)
- Tầm bay: 580 mi (504 nmi, 934 km)
- Trần bay: 22.000 ft (6.700 m)
- Vận tốc lên cao: 1.470 ft/phút (7,5 m/s)
- Tải trên cánh: 12 lb/ft² (58,9 kg/m²)
- Công suất/trọng lượng: 0,106 hp/lb (0,174 kW/kg)

Trang bị vũ khí

- 1 × súng máy Vickers .303 in (7,7 mm)
- 1 × súng máy Lewis.303 in (7,7 mm)
- 2 quả bom 250 lb (113 kg)